# Фролинг, Алисия
Алисия Сью Фролинг (англ. Alicia Sue Froling; род. 31 января 1996 года, Таунсвилл, штат Квинсленд, Австралия) — австралийская профессиональная баскетболистка, которая выступает в женской национальной баскетбольной лиге за клуб «Таунсвилл Файр». Играет на позиции тяжёлого форварда.
В составе национальной сборной Австралии она стала победительницей летней Универсиады 2019 года в Неаполе и чемпионата Океании среди девушек до 17 лет 2011 года в Австралии, выиграла бронзовые медали чемпионата мира среди девушек до 19 лет 2013 года в Литве и 2015 года в России, кроме того принимала участие на чемпионате мира среди девушек до 17 лет 2012 года в Голландии.

## Ранние годы
Алисия родилась 31 января 1996 года в городе Таунсвилл (штат Квинсленд) в семье Шейна и Дженни Фролинг, у неё есть сестра-близнец Кили, выступающая в женской национальной баскетбольной лиге за клуб «Мельбурн Бумерс», и два младших брата, Гарри и Сэм, которые выступают в национальной баскетбольной лиге за клуб «Иллаварра Хокс». Её отец двадцать лет играл в НБЛ за «Таунсвилл Крокодайлс», мать же четыре раза становилась чемпионкой ЖНБЛ. Училась в городе Канберра в колледже Лейк-Джинниндерра, в котором играла за местную баскетбольную команду.